# Jelena Lozancic
Jelena Lozančić est une joueuse de volley-ball française d'origine serbe née le 26 mars 1983 à Zagreb (Yougoslavie, aujourd'hui Croatie).

## Biographie
Arrivée en France à l'âge de 2 ans, elle commence le volley en 1993, bercée par les exploits de son père, Slobodan, international dans l'équipe de Yougoslavie. Elle n'obtient le droit de jouer en équipe de France qu'en 2002.
Droitière mesurant 1,87 m, elle compte plus de 100 sélections en équipe de France féminine. Sa hauteur est de 3,08 m à l'attaque et de 2,96 m au block. Elle était l'un des plus grands espoirs du volley-ball féminin français.
En 2018 elle est nommée PDG du Volero Le Cannet club impulsé par Stav Jacobi qui la nomme à la présidence du club. Le Volero Le Cannet est issu de la coopération entre le Volero Zürich et l’ESCR Volley. Ses valeurs : Esprit d’équipe et combativité, Implication, Respect et Fidélité à l’esprit Cannetan.
Elle s'engage, à travers son club, à promouvoir le sport féminin et développer le volleyball féminin en France. 
Elle est également nommée vice-présidente de la LNV à la suite des élections qui ont eurent lieu en décembre 2020. Elle est la 1ère femme à occuper ce poste. 

## Clubs
| Club                    | De        | À         |
| ----------------------- | --------- | --------- |
| RC Cannes               | 1995-1996 | 1997-1998 |
| INSEP                   | 1998-1999 | 2000-2001 |
| RC Villebon 91          | 2001-2002 | 2002-2003 |
| RC Cannes               | 2003-2004 | 2006-2007 |
| Panathinaikos Athènes   | 2007-2008 | déc. 2008 |
| ES Le Cannet-Rocheville | 2009-2010 | 2009-2010 |
| RC Cannes               | 2010-2011 | 2012-2013 |

## Palmarès

### En sélection nationale
Néant

### En club
- Ligue des champions
  -  : 2006, 2012.
  -  : 2004.
- Top Teams Cup (1)
  -  : 2003.
- Top Volley International (2)
  -  : 2005, 2012.
  -  : 2011.
  -  : 2003.
- Championnat de France (7)
  - Vainqueur : 2004, 2005, 2006, 2007, 2011, 2012, 2013.
  - Finaliste : 2002, 2003.
  - Troisième : 2010.
- Coupe de France (7)
  - Vainqueur : 2002, 2004, 2005, 2006, 2007, 2011, 2012, 2013.
- Championnat de Grèce (1)
  - Vainqueur : 2008.
- Coupe de Grèce (1)
  - Vainqueur : 2008.

### Distinctions individuelles
Néant